# Михель, Хартмут
Ха́ртмут Ми́хель (нем. Hartmut Michel; род. 18 июля 1948 года, Людвигсбург, Германия) — немецкий биохимик, лауреат Нобелевской премии по химии 1988 года.
Иностранный член Национальной академии наук США (1996), Лондонского королевского общества (2005), Китайской академии наук (2000).

## Биография и научная работа
Хартмут Михель родился в Людвигсбурге 18 июля 1948 года. После прохождения военной службы изучал биохимию в Тюбингенском университете, который окончил в 1974 году. Последний год своего обучения он работал в лаборатории Дитера Остерхельта, где исследовал АТФазную активность галобактерий.
Уже будучи постдоком в лаборатории Остерхельта, Михель занимался неразрешимой на то время проблемой кристаллизации мембранного белка. В 1970 году Остерхельт открыл бактериородопсин и предложил механизм его работы. В 1978 Михель случайно заметил, что помещённый в морозилку бактериородопсин образовывал маленькие стеклянистые тельца. Используя это наблюдение, а также заручившись энтузиазмом и поддержкой Остерхельта, он провёл следующий год пытаясь получить кристаллы бактериородопсина, хотя в то время официально считалось невозможным кристаллизовать мембранный белок. Хотя Михелю в конце концов удалось получить кристаллы бактериородопсина, выяснилось, что они не регулярны и не годятся для рентгеноструктурных исследований. Устав от работы с бактериородопсином, Хартмут Михель решил применить разработанные им методики для выделения других мембранных белков. В 1971 году ему удалось получить хороший кристалл фотосинтетического реакционного центра из пурпурной бактерии Rhodopseudomonas viridis (ныне Blastochloris viridis).
В 1972—1985 годах Михель вместе с Робертом Хубером и Иоганном Дайзенхофером смог получить точную структуру бактериального реакционного фотосинтетического центра за что в 1988 году все трое получили Нобелевскую премию по химии.
С 1987 года — директор департамента молекулярной биологии мембран в Институте биофизики Общества Макса Планка, Франкфурт-на-Майне, Германия, а также профессор биохимии Франкфуртского университета имени Иоганна Вольфганга Гёте.

## Общественная деятельность
В 1992 году подписал «Предупреждение человечеству».
В 2016 году подписал письмо с призывом к Greenpeace, Организации Объединенных Наций и правительствам всего мира прекратить борьбу с генетически модифицированными организмами (ГМО).

## Основные публикации
- J. Deisenhofer, O. Epp, K. Miki, R. Huber & H. Michel. Structure of the protein subunits in the photosynthetic reaction centre of Rhodopseudomonas viridis at 3Å resolution (англ.) // Nature : journal. — 1985. — Vol. 318, no. 6047. — P. 618—624. — doi:10.1038/318618a0.